# Оленегорский горняк
«Оленего́рский горня́к» (СДК-91, БДК-91) — большой десантный корабль проекта 775. Базируется на Северном флоте, входит в 121-ю бригаду десантных кораблей. 

## История
Корабль построен на верфи Stocznia Północna в Гданьске (Польша), заводской номер 775/5, вошел в состав флота 30 июня 1976 года. До 1977 года имел наименование «СДК-91», затем — «БДК-91». С 7 мая 2000 года носит наименование «Оленегорский горняк» в связи с установлением шефства над кораблем Оленегорским горно-обогатительным комбинатом.
Лучший десантный корабль Северного флота в 2007 году.
В сентябре 2013 года в составе кораблей и судов СФ участвовал в походе к Новосибирским островам.
С декабря 2013 года по май 2014 года участвовал в дальнем походе кораблей СФ в Средиземное море во главе с тяжелым авианесущим крейсером «Адмирал Флота Советского Союза Кузнецов».
В конце 2014 года поступил на ремонт на 35-й судоремонтный завод (Мурманск).
В июле 2016 года поступил на ремонт и модернизацию на 33-й судоремонтный завод (г. Балтийск).
Участвовал во вторжении России на Украину. Находился в составе Северного флота и прибыл в Чёрное море в феврале 2022 года. По мнению журналистов, он должен был участвовать в десантной операции в районе Одессы, но Россия так и не смогла начать эту операцию. Корабль участвовал в морской блокаде Украины, а в июле 2023 года из-за пробок в районе Крымского моста использовался для перевозки гражданских автомобилей через Керченский пролив Также по заявлениям российских провоенных блогеров, «Оленегорский горняк» осуществлял паромную переправу в Крым, помогал доставлять грузы после второго удара по Крымскому мосту.

### Атака дронов 4 августа 2023 года
4 августа 2023 года, находясь на базе ВМФ России в Новороссийске, корабль подвергся атаке украинских надводных дронов. По российским данным, корабль принял участие в успешном отражении атаки, однако позже в СМИ появилась информация о том, что один из дронов серьезно повредил корабль, который, как свидетельствуют опубликованные видео, не мог передвигаться самостоятельно, получил заметный крен на левый борт и был отбуксирован в порт Новороссийска.

## Тактико-технические характеристики
- Скорость: 18 узлов
- Дальность плавания: 6000 миль при 12 узлах
- Экипаж: 87 человек
- Водоизмещение: 4080 тонн
- Длина: 112,5 метра
- Ширина: 15 метров
- Осадка: 3,7 метра
- 2 дизеля, 2 винта, мощность — 19200 л. с.

### Вооружение
2 сдвоенные 57-мм артиллерийские установки АК-725, 2 пусковые установки реактивной системы залпового огня А-215 «Град-М», 4 пусковые установки переносного зенитно-ракетного комплекса «Стрела-2». На борту могут располагаться до 500 тонн техники и грузов и 225 десантников.